# Ned Leeds
Edward "Ned" Leeds kitalált karakter a Pókember-képregényekben. A Pókember-történetek mellékszereplője, a Hírharsona riportere és Betty Brant férje. Ő volt a harmadik karakter, aki felvette Vészmanó köpenyét, miután agymosáson esett át, majd megölték, mielőtt felfedhette volna, hogy ki vádolta meg őt.
Jacob Batalon alakítja Nedet a Marvel-moziuniverzum, aki feltűnik a Pókember: Hazatérés (2017), a Bosszúállók: Végtelen háború (2018), a Bosszúállók: Végjáték (2019), a Pókember: Idegenben (2019), és a folytatásban, a Pókember: Nincs hazaútban (2021).

## Háttér

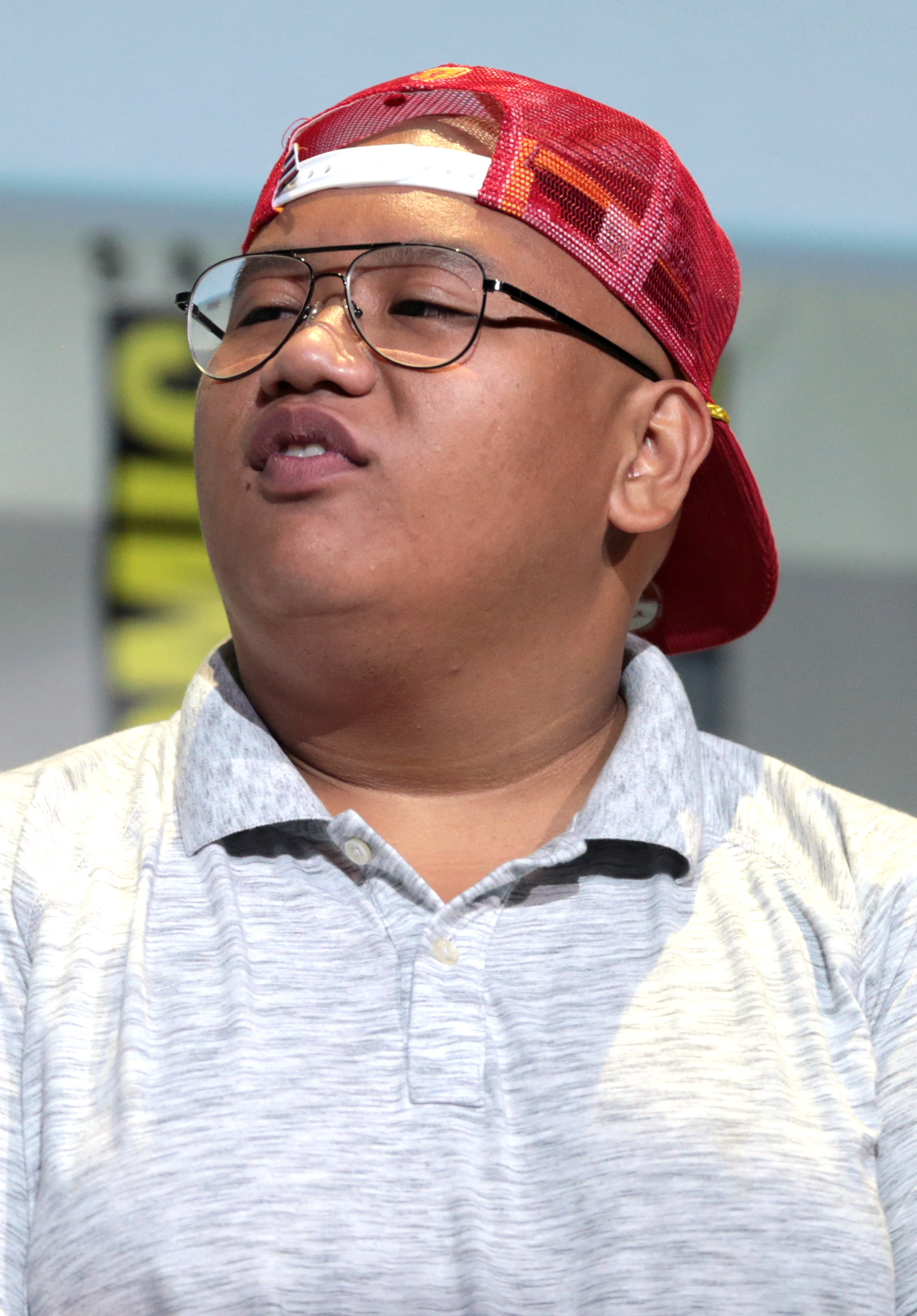
Jacob Batalon színész alakította Ned Leeds-t a Marvel-moziuniverzumban.

Ned Leeds karakterét Stan Lee és Steve Ditko készítették. Először a The Amazing Spider-Man tizennyolcadik (1964. novemberi) számában jelent meg. Az 1986-os Spider-Man vs. Wolverine című képregényben megölik Ned Leeds-et. Ezt a képregényt Jim Owsley írta. Tom DeFalco, Ron Frenz és Peter David tiltakoztak a szituáció ellen, azzal az indokkal, hogy Owsley nem figyelmeztette őket, hogy Ned Leeds karaktere meghal.